# Andreas Bauer (Pokerspieler)
Andreas Bauer ist ein deutscher Pokerspieler. Er gewann 2010 das High Roller der European Poker Tour.

## Pokerkarriere
Bauer erzielte seine erste Geldplatzierung bei einem Live-Turnier Ende Februar 2008 in Bregenz. Mitte Oktober 2008 wurde er bei der Casinos Austria Poker Tour in Baden Dritter bei einem Turnier der Variante No Limit Hold’em und erhielt 13.680 Euro. Im März 2010 gewann er das High-Roller-Event der European Poker Tour in Berlin. Dafür setzte er sich gegen 47 andere Spieler durch und sicherte sich eine Siegprämie von 188.000 Euro. Beim Main Event der partypoker Millions Dusk Till Dawn in Nottingham belegte Bauer im April 2017 den mit 7500 Pfund Sterling dotierten 164. Platz. Seitdem blieben größere Turniererfolge aus.
Insgesamt hat sich Bauer mit Poker bei Live-Turnieren umgerechnet rund 300.000 US-Dollar erspielt.